# Koplikove pege
Koplikove pege so belkaste pege na ustni sluznici pri ošpicah, preden izbruhne izpuščaj. Gre za tako imenovani prodromski znak ošpic, ker se pojavijo pred drugimi značilnimi bolezenskimi znaki. V povprečju se pojavijo dva do tri dni pred značilnim izpuščajem. So patognomoničen bolezenski znak ošpic, ker so značilne samo za to bolezen. Pojavijo se na sluznici notranje strani lic, nasproti prvega in drugega kočnika. Medicinski učbeniki jih opisujejo kot ulcerirane sluznične lezije, ki jih spremljajo nekroza, nevtrofilni eksudat in neovaskularizacija. Videti so kot »zrna soli na pordeli podlagi« ter pogosto začnejo izzvenevati takoj, ko se pojavi makulopapularni kožni izpuščaj. Koplikove pege so v pomoč pri diagnosticiranju ošpic, poleg tega pa so pomembne tudi pri preprečevanju širjenja okužb. Pojavijo se namreč še preden bolnik doseže največjo kužnost, zato ob hitrem prepoznanju omogočajo osamitev bolnika in stikov, s čimer se zmanjša verjetnost za prenos na druge osebe. Ošpice so sicer zelo nalezljiva bolezen.
Nobelov nagrajenec John F. Enders in Thomas Peebles, ki sta prva osamila virus ošpic, sta vzorce previdno odvzemala bolnikom, pri katerih so se pojavile Koplikove pege.